# Sannio rosato
Il Sannio rosato è un vino DOC la cui produzione è consentita nella provincia di Benevento.

## Caratteristiche organolettiche
- colore: rosa più o meno intenso
- odore: delicato, fruttato
- sapore: fragrante, asciutto, fresco, a volte vivace e/o amabile

## Produzione
Provincia, stagione, volume in ettolitri
- nessun dato disponibile